# Pseudacris crucifer
Pseudacris crucifer, im Englischen Spring Peeper genannt, zählt innerhalb der Familie der Laubfrösche (Hylidae) zur Gattung Pseudacris. Wissenschaftlich beschrieben wurde die Art im Jahre 1838 von dem deutschen Naturwissenschaftler Maximilian zu Wied-Neuwied.

## Merkmale
Pseudacris crucifer erreicht eine Körperlänge von 1,9 bis maximal 3,7 cm. Das Tier hat einen schlanken Körperbau. Die Grundfarbe ist hellbraun über grünlich und oliv bis grau, die Beine sind dunkler gestreift. Zwischen den Augen und der Schnauze sowie quer über den Kopf verlaufen im Dreieck angeordnet ebenfalls dunkle Streifen. Charakteristisch ist ein grob X-förmiges Kreuz auf dem stellenweise dunkel gefleckten Rücken. Die großen, goldbraunen Augen haben rundliche oder horizontal oval geformte Pupillen. Die Stimme des Frosches ist hoch, das Quaken erfolgt in wiederholten Intervallen von etwa einer Sekunde.

## Unterarten
Es werden zwei Unterarten von Pseudacris crucifer unterschieden:
- Pseudacris crucifer crucifer
- Pseudacris crucifer bartramiana

## Lebensweise
Pseudacris crucifer führt eine versteckte Lebensweise. Vor allem während der Fortpflanzungszeit im Frühjahr ist der Frosch kaum zu sehen. Er hält sich gerne an lichten Stellen mit genügend Bodenvegetation auf und ist bei feuchtem und regnerischem Wetter vor allem tagaktiv. Als Verstecke werden etwa Rindstücke, Wurzeln, Bleche oder Steine aufgesucht. Die Kaulquappen entwickeln sich in stehenden Gewässern.

## Verbreitung
Pseudacris crucifer ist vom Südosten Kanadas über die gesamte Ostküste der Vereinigten Staaten bis in den Norden von Florida verbreitet. Westlich verläuft die Grenze seines Verbreitungsgebietes von Osttexas relativ gerade nordwärts bis in den Südosten Manitobas in Kanada. Der Lebensraum sind feuchte, gewässernahe und sumpfige Waldgebiete und Auwälder.

## Ökologie und Schutz
Pseudacris crucifer kommt zusammen mit anderen Vertretern der Gattungen Pseudacris vor. Hauptbedrohung ist das Trockenlegen der Sumpf- und Feuchtgebiete. Da Pseudacris crucifer vergleichsweise anpassungsfähig ist, sind die Populationen derzeit stabil. In den natürlichen Biotopen ist die Art stark vertreten und die Weltnaturschutzunion (IUCN) führt sie als „Least Concern“, also nicht gefährdet.